# موتوبم بنثر 5 (أرزوئية)
موتوبم بنثر 5 (بالإنجليزية: Mowtowpam-e Pansar 5)‏ هي منطقة سكنية تقع في إيران في Arzuiyeh Rural District. يقدر عدد سكانها بـ 49 نسمة .